# Sanctuaire Madonna del Sangue
Le sanctuaire Madonne del Sangue est un sanctuaire marial sur la commune de Re. Dédié à la Sainte Vierge, il fut construit en 1494, là où il y aurait eu un miracle : une petite fresque de la Madonna Lactans fut frappée par une pierre et se serait mise à saigner.
Ce sanctuaire est la destination de plusieurs pèlerinages des alentours et il est le lieu religieux plus important du Val Vigezzo. Cette église est une étape de la Via del Mercato, une partie du parcours CoEur - Au cœur des chemins d'Europe.

## Histoire et description

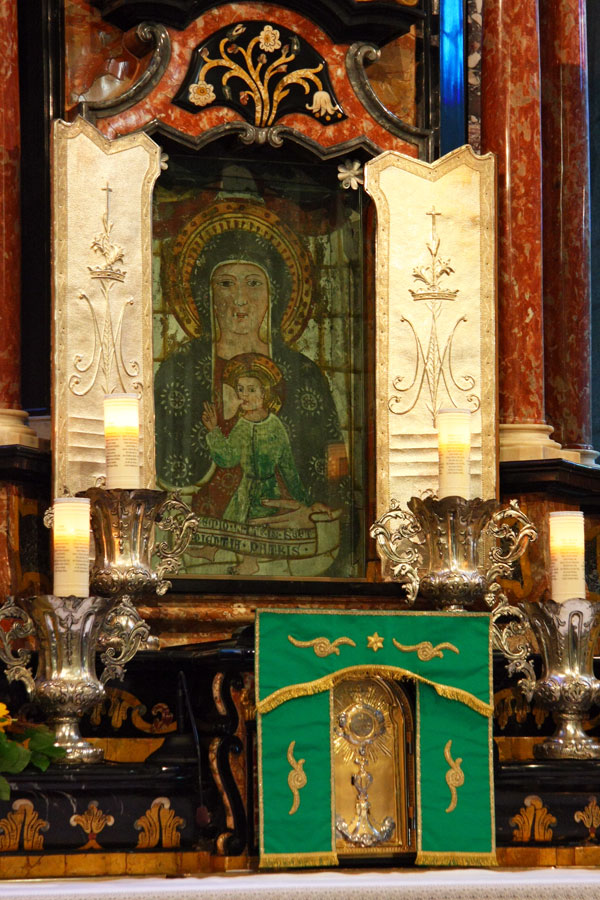
Effigie miraculeuse conservée dans le Sanctuaire de la Madonna del Sangue

Plus d'un siècle après le miracle, en 1627, l'évêque de Novara Carlo Bascapé inaugura le premier sanctuaire, bâti grâce à son initiative.
La basilique d'aujourd'hui en architecture néo-byzantine a été inaugurée le 5 août 1958. Dessinée par l'architecte Edoardo Collamarini, elle a été construite entièrement par des maçons et artisans locaux. Elle fut élevée au rang de basilique mineure par le pape Pie XII en 1958.